# Ghiacciaio Flynn
Il ghiacciaio Flynn è uno ghiacciaio lungo circa 20 km situato nella regione meridionale della Terra di Oates, nell'Antartide orientale. Il ghiacciaio, il cui punto più alto si trova a circa 1900 m s.l.m., si trova nell'entroterra della costa di Shackleton e ha origine dal versante orientale del monte Nares, nella parte centrale dei monti Churchill, da cui fluisce verso est fino a unire il proprio flusso a quello del ghiacciaio Starshot, nei pressi dell'estremità meridionale dell'altopiano di Kelly.

## Storia
Il ghiacciaio Flynn è stato mappato da membri dello United States Geological Survey (USGS) grazie a fotografie aeree scattate dalla marina militare statunitense (USN) nel periodo 1960-62, e così battezzato dal Comitato consultivo dei nomi antartici in onore del comandante William F. Flynn, della USN, ufficiale in comando del distaccamento Bravo dei genieri della marina statunitense, i cosiddetti Seabees, di stanza presso la Stazione McMurdo nell'inverno del 1957.